# Feriana
Feriana (in arabo فريانة‎?, Firyāna) è un comune del Governatorato di Kasserine (Tunisia).
Nel 2004 contava una popolazione di 24.198 abitanti.
È situato a 35 km da Kasserine e a 75 km da Gafsa.